# سیتی سنتر میردف
سیتی سنتر میردف (به انگلیسی: Mirdif City Centre) یک مرکز خرید در محلهٔ میردف در شهر دبی، امارات متحده عربی است.
سیتی سنتر میردف بعد از سیتی سنتر دیره و مرکز خرید امارات سومین مرکز خریدی است که توسط ماجد الفطیم (ماف) در دبی تأسیس شده‌است.
هزینهٔ ساخت این مرکز ۳ میلیارد درهم بوده و دارای بیش از ۴۰۰ فروشگاه است.